# Isonandra montana
Isonandra montana är en tvåhjärtbladig växtart som först beskrevs av George Henry Kendrick Thwaites, och fick sitt nu gällande namn av James Sykes Gamble. Isonandra montana ingår i släktet Isonandra och familjen Sapotaceae.
Artens utbredningsområde är Sri Lanka. Inga underarter finns listade i Catalogue of Life.